# 着衣セックス
着衣セックス（ちゃくいセックス）は、衣服を着用したまま、互いの性器を露出しつつ性交をすることである。

## 目的
性交の際には被服を全部脱いで全裸で行わなければならないことはなく、戦前までの日本では、夫婦間のセックスのためのプライベートな空間が確保しにくかった事情もあり、着衣セックスが一般的であった。また、アメリカ開拓時代の清教徒など一部のキリスト教社会では、全裸はふしだらであるという理由で着衣セックスが行われていた。
現在では、特に着衣状態での性交を強調する場合や、非常識な意味での着衣姿で行う場合に用いられる単語である。なお、性交以外の性行為で被服を着用したまま行う場合、着衣セックスには含まれない。

## 概要
着衣状態で性交すると、体の動きの制約、被服の乱れ・汚れなどの心配があるので、性交時には被服を全部脱いで全裸になることが普通に行われるが、性行為とは必ずしも全裸で行わなければならないことではない。脱衣したくない個人的理由（寒い場合）があるときや、コスプレなどでフェティシズムによる性癖を満足させたいとき、屋外の公園・路上・公共的な場所など常識的に脱衣できない場所で行う場合に着衣状態での性交が行われることがある。さらに、他者からの干渉を避けるために個人宅やホテルなどの密室、あるいは他者から見られない場所などで性交を行う場合、全裸になることを妨げる要因はない。

## 方法
男女とも、ズボン類の衣類の場合はそれと下着を膝まで下ろして性交したり、女性の衣類がスカートの場合はそれをそのままで見せパンやパンティーを脱衣させて性交する。また、女性の衣類の種類に関係なく、男性はズボンのファスナーから陰茎を露出させることによって性交が可能となるため、必ずしも脱衣する必要はない。女性の場合、通常パンティストッキングやタイツのように、衣類のパンティー部分と脚の部分で衣類は完全脱衣、もしくは最低限片脚だけでも脱衣しないと性交は不可能である。
衣類の陰部部分に穴を開けて性器を露出させると性交が可能となるが、衣類を破損させてまで性交を行うのは非常識な行為とされる。そのうち、パンティストッキングやタイツの陰部部分に穴を開けて性器を露出させた後に性交を行うことを、通称「パンスト・セックス」や「タイツ・セックス」と呼ぶ。
パンティーなどの形状によっては、股部を左右どちらかにずらしたうえで性器を露出させて性交を行うことが可能な場合がある。